# Max Jones
Max Jones, född 17 februari 1998 i Rochester, är en amerikansk professionell ishockeyforward som är kontrakterad till Anaheim Ducks i National Hockey League (NHL) och spelar för deras primära samarbetspartner San Diego Gulls i American Hockey League (AHL). Han har tidigare spelat för London Knights och Kingston Frontenacs i Ontario Hockey League (OHL) och Team USA i United States Hockey League (USHL).
Jones draftades av Anaheim Ducks i första rundan i 2016 års draft som 24:e spelare totalt.
Han är son till den före detta ishockeyforwarden Brad Jones som spelade i NHL mellan 1987 och 1992.

## Statistik
| 2010–2011  | Detroit Belle Tire     | T1EHL      | 18  | 11 | 10 | 21  | 24  | —  | —  | — | —  | —  |
| 2011–2012  | Detroit Honeybaked     | HPHL       | 19  | 13 | 15 | 28  | 48  | 3  | 4  | 2 | 6  | 6  |
|            | Detroit Honeybaked     | T1EHL      | —   | —  | —  | —   | —   | 5  | 3  | 4 | 7  | 14 |
| 2012–2013  | Detroit Compuware      | HPHL       | 20  | 5  | 8  | 13  | 34  | —  | —  | — | —  | —  |
| 2013–2014  | Detroit Honeybaked     | HPHL       | 25  | 9  | 13 | 22  | 123 | —  | —  | — | —  | —  |
| 2014–2015  | Team USA               | USHL       | 24  | 5  | 5  | 10  | 116 | —  | —  | — | —  | —  |
|            | U.S. National U17 Team |            | 38  | 18 | 10 | 28  | 189 | —  | —  | — | —  | —  |
|            | U.S. National U18 Team |            | 2   | 0  | 0  | 0   | 0   | —  | —  | — | —  | —  |
| 2015–2016  | London Knights         | OHL        | 63  | 28 | 24 | 52  | 106 | 6  | 1  | 1 | 2  | 23 |
| 2016–2017  | London Knights         | OHL        | 33  | 17 | 19 | 36  | 65  | 14 | 7  | 5 | 12 | 24 |
|            | San Diego Gulls        | AHL        | —   | —  | —  | —   | —   | 9  | 1  | 1 | 2  | 6  |
| 2017–2018  | London Knights         | OHL        | 25  | 18 | 3  | 21  | 34  | —  | —  | — | —  | —  |
|            | Kingston Frontenacs    | OHL        | 6   | 1  | 2  | 3   | 2   | 9  | 3  | 1 | 4  | 28 |
| 2018–2019  | Anaheim Ducks          | NHL        | 2   | 0  | 0  | 0   | 0   | —  | —  | — | —  | —  |
|            | San Diego Gulls        | AHL        | 32  | 12 | 12 | 24  | 42  | —  | —  | — | —  | —  |
| NHL totalt | NHL totalt             | NHL totalt | 2   | 0  | 0  | 0   | 0   | —  | —  | — | —  | —  |
| AHL totalt | AHL totalt             | AHL totalt | 32  | 12 | 12 | 24  | 42  | 9  | 1  | 1 | 2  | 6  |
| OHL totalt | OHL totalt             | OHL totalt | 127 | 64 | 48 | 112 | 207 | 29 | 11 | 7 | 18 | 75 |

### Internationellt
| Källa: Uppdaterad: 2019-01-20 | Källa: Uppdaterad: 2019-01-20 | Källa: Uppdaterad: 2019-01-20 |         | Utv = Utvisningsminuter | Utv = Utvisningsminuter | Utv = Utvisningsminuter | Utv = Utvisningsminuter | Utv = Utvisningsminuter |
| År                            | Lag                           | Mästerskap                    | Matcher | Mål                     | Assists                 | Poäng                   | Utv                     |                         |
| ----------------------------- | ----------------------------- | ----------------------------- | ------- | ----------------------- | ----------------------- | ----------------------- | ----------------------- | ----------------------- |
| 2018                          | USA                           | JVM                           | 7       | 1                       | 1                       | 2                       | 2                       |                         |
| Junior totalt                 | Junior totalt                 | Junior totalt                 | 7       | 1                       | 1                       | 2                       | 2                       |                         |